# 中野義昭
中野 義昭（なかの よしあき）は日本の電子工学者。豊田工業大学副学長。元・東京大学大学院工学系研究科電気系工学専攻および東京大学先端科学技術研究センター教授。工学博士。専門は半導体レーザ、半導体光制御デバイスなど。

## 略歴
- 1982年 東京大学工学部電子工学科卒業
- 1987年
  - 東京大学大学院工学系研究科博士課程修了。「GaAs系分布帰還型レーザの高性能化に関する研究」で工学博士[1]。
  - 東京大学工学部電子工学科 助手
- 1988年 東京大学工学部電気工学科 講師
- 1990年 東京大学工学部電子工学科 講師
- 1992年 東京大学工学部電子工学科 助教授
- 2000年 東京大学大学院工学系研究科電子工学専攻 教授
- 2001年 同上 電子工学専攻、電子工学専攻常務委員、電子工学科長
- 2002年 東京大学先端科学技術研究センター 教授
- 2008年 同 副所長
- 2010年 同 所長
- 2010年 「太陽光を機軸とした持続可能グローバルエネルギーシステム」統括寄付講座 共同代表[2]
- 2013年 同 大学院工学系研究科電気系工学専攻 教授
- 2014年 電子情報通信学会エレクトロニクスソサイエティ会長[3]
- 2025年 豊田工業大学 副学長[4]

## 受賞歴
- 1992年、平成3年度光学論文賞
- 2007年、第39回市村学術賞貢献賞
- 2007年、第5回産学官連携功労者表彰 内閣総理大臣賞
- 2007年、エレクトロニクスソサイエティ賞
- 2007年、第23回櫻井健二郎氏記念特別賞
- 2014年、Hans Kupczyk Guest Professorship
- 2019年、IPRM Award

## 著書
- 『電磁波工学の基礎』（2015・数理工学社・ISBN 9784864810302）
- 『電子技術』（2014・オーム社・ISBN 9784274213618）
- 『光エレクトロニクス』(2010・丸善・ ISBN 9784621082652 ）
- 『新しい電子技術』（2003・オーム社・ISBN 4274132749 ）
- 『光エレクトロニクス』(2000・丸善・ ISBN 462104740X ）